# Parafia św. Andrzeja Apostoła w Szczodrowie
Parafia Świętego Andrzeja Apostoła w Szczodrowie – parafia rzymskokatolicka znajdująca się w diecezji kaliskiej, w dekanacie Syców.